# Johan Landsberg
Johan Lansberg, né le 30 décembre 1974 à Stockholm, est un joueur de tennis suédois spécialisé dans le jeu en double.
Il a entamé sa carrière en tant que professionnel en 1997.

## Palmarès

### Titres en double (2)
| No | Date       | Nom et lieu du tournoi       | Catégorie   | Dotation  | Surface      | Partenaire         | Finalistes                             | Score             |          |
| -- | ---------- | ---------------------------- | ----------- | --------- | ------------ | ------------------ | -------------------------------------- | ----------------- | -------- |
| 1  | 07-02-2000 | Open 13 Marseille            | Int' Series | 475 000 $ | Dur (int.)   | Simon Aspelin      | Juan-Ignacio Carrasco Jairo Velasco Jr | 7-62, 6-4         | Parcours |
| 2  | 10-09-2001 | Gelsor Open Romania Bucarest | Int' Series | 375 000 $ | Terre (ext.) | Aleksandar Kitinov | Pablo Albano Marc-Kevin Goellner       | 6-4, 65-7, [10-6] | Parcours |

### Finale de double perdue (1)
| No | Date       | Nom et lieu du tournoi | Catégorie   | Dotation  | Surface         | Vainqueurs                   | Partenaire   | Score      |          |
| -- | ---------- | ---------------------- | ----------- | --------- | --------------- | ---------------------------- | ------------ | ---------- | -------- |
| 1  | 29-01-2001 | Milan Indoor Milan     | Int' Series | 375 000 $ | Moquette (int.) | Paul Haarhuis Sjeng Schalken | Tom Vanhoudt | 7-65, 7-64 | Parcours |

## Résultats en Grand Chelem

### En double
| Année | Open d'Australie                | Open d'Australie              | Roland-Garros | Roland-Garros | Wimbledon | Wimbledon | US Open | US Open |
| ----- | ------------------------------- | ----------------------------- | ------------- | ------------- | --------- | --------- | ------- | ------- |
| 2003  | 1er tour (1/32) Jarkko Nieminen | Gastón Etlis Martín Rodríguez |               |               |           |           |         |         |
| 2004  | 1er tour (1/32) Robin Söderling | Igor Andreev Andreï Olhovskiy |               |               |           |           |         |         |

Sous le résultat, le partenaire ; à droite, l'ultime équipe adverse.

### En double mixte
| Année | Open d'Australie | Open d'Australie | Roland-Garros | Roland-Garros | Wimbledon                    | Wimbledon                 | US Open | US Open |
| 2002  |                  |                  |               |               | Quart de finale Åsa Svensson | Els Callens Robbie Koenig |         |         |

Sous le résultat, la partenaire ; à droite, l'ultime équipe adverse.